# Chassalia membranacea
Chassalia membranacea är en måreväxtart som beskrevs av William Grant Craib. Chassalia membranacea ingår i släktet Chassalia och familjen måreväxter.
Artens utbredningsområde är Thailand. Inga underarter finns listade i Catalogue of Life.